# Saint-Jean-de-Buèges
Saint-Jean-de-Buèges – miejscowość i gmina we Francji, w regionie Oksytania, w departamencie Hérault.
Według danych na rok 1990 gminę zamieszkiwały 124 osoby, a gęstość zaludnienia wynosiła 7 osób/km² (wśród 1545 gmin Langwedocji-Roussillon Saint-Jean-de-Buèges plasuje się na 778. miejscu pod względem liczby ludności, natomiast pod względem powierzchni na miejscu 440.).